# Шпет, Лотар
Лотар Шпет (нем. Lothar Späth; 16 ноября 1937, Зигмаринген — 18 марта 2016, Штутгарт) — немецкий политик, член ХДС. В 1978—1991 годах занимал пост премьер-министра земли Баден-Вюртемберг.

## Биография
Лотар Шпет родился в семье совладельца лавки по продаже семян в Зигмарингене. Спустя два года после его рождения семья Лотара, придерживавшаяся строгих пиетистских традиций, переехала в Ильсфельд. Шпет окончил народную школу в Ильсфельде, затем учился в средней школе в Байльштайне и гимназии имени Роберта Мейера в Хайльбронне. В 1953—1958 годах Шпет состоял на административной службе в городе Гинген-ан-дер-Бренц и проходил обучение в администрации Бад-Мергентхайма. В 1958—1959 годах учился в Штутгартской государственной школе управления.
В 1960 году Шпет поступил на службу в финансовое управление города Битигхайма. В 1965 году был назначен заместителем бургомистра и советником по финансам города, в 1967 году был избран бургомистром города. В 1970—1974 годах Шпет работал управляющим директором управляющей компании Neue Heimat в Штутгарте и Гамбурге и до 1977 года входил в состав правления и наблюдательного совета строительной компании C. Baresel AG в Штутгарте.
В 1968 году Лотар Шпет был избран в ландтаг. В 1972 году возглавил фракцию ХДС в ландтаге Баден-Вюртемберга. Несколько раз отказывался от различных постов в правительстве земли, в конце концов занял пост министра внутренних дел земли Баден-Вюртемберг в 1978 году.
После отставки Ганса Фильбингера из-за скандала по так называемому «делу Фильбингера» Лотар Шпет был избран 30 августа 1978 года премьер-министром Баден-Вюртемберга. В 1979—1991 годах Шпет возглавлял земельное отделение ХДС, впоследствии был почётным председателем партии в Баден-Вюртемберге, в 1981—1989 годах занимал должность заместителя председателя ХДС. В соответствии с очерёдностью занимал пост пост председателя бундесрата с 1 ноября 1984 по 31 октября 1985 года.
Основным направлением деятельности Шпета на посту премьер-министра Баден-Вюртемберга были экономическое развитие земли. Шпет работал в тесном взаимодействии с концернами, размещавшимися в Баден-Вюртемберге, и их руководством. Лотар Шпет подал в отставку 13 января 1991 года в результате политического скандала, связанного с его коммерческим подкупом. Шпет отправился в отпуск на Эгейское море, расходы на который взяла на себя компания SEL, также предоставившая ему для этого корпоративный самолёт. 31 июля 1991 года Шпет сложил свои полномочия в ландтаге. Его преемником на посту главы Баден-Вюртемберга стал председатель фракции ХДС Эрвин Тойфель.
В июне 1991 года Лотар Шпет был назначен управляющим директором Jenoptik GmbH, правопреемницы предприятия Carl Zeiss в ГДР. 16 июня 1998 года преобразованная в акционерное общество компания Jenoptik AG, в которой Шпет занимал должность председателя правления, вышла на биржу, став таким образом одним из немногих промышленных комбинатов бывшей ГДР, сумевших успешно утвердиться на рынке объединённой Германии. Лотар Шпет проработал в Jenoptik AG до июня 2003 года. В апреле 1996 года Шпет был назначен председателем Торгово-промышленной палаты Восточной Тюрингии в Гере. В 1997 году был удостоен звания почётного гражданина города Йены. Вёл аналитическую передачу на телевидении, преподавал в Йенском университете.
Лотар Шпет был женат. Супруги воспитывали дочь Даниэлу и приёмного сына Петера. В последние годы жизни Шпет проживал отдельно от супруги Урсулы в доме престарелых в связи с прогрессирующей старческой деменцией. Похоронен на кладбище в штутгартском районе Мёринген.